# 阿彭海姆
阿彭海姆是德国莱茵兰-普法尔茨州的一个市镇。总面积6.98平方公里，总人口1407人，其中男性685人，女性722人（2011年12月31日），人口密度202人/平方公里。

## 友好城市
- 德国Apfelstädt
- 義大利马拉诺迪瓦尔波利切拉